# Helga Lühning
Helga Lühning (* 27. August 1943 in Buxtehude) ist eine deutsche Musikwissenschaftlerin.

## Leben
Helga Lühning studierte in Berlin sowohl an der Freien Universität als auch am Konservatorium und schloss ihre Ausbildung 1974 an der Universität Erlangen ab. Ihre Promotion erfolgte mit einer Studie über die Opera seria.
1974 bis 1981 wirkte sie auch als Assistentin am Musikwissenschaftlichen Institut dieser Universität. Die Jahre 1977 und 1978 ging sie an das Deutsche Historische Institut in Rom.
1981 bis 2008 wirkte sie in Bonn als wissenschaftliche Mitarbeiterin am Beethoven-Archiv.
Ab 1991 war Lühning Mitglied in der Fachgruppe Freie Forschungsinstitute der Gesellschaft für Musikforschung.

## Veröffentlichungen (Auswahl)
- (Hrsg.): Von der "Leonore" zum "Fidelio". Vorträge und Referate des Bonner Symposions 1997 (= Bonner Schriften zur Musikwissenschaft, Bd. 4). Lang, Frankfurt/M. 2000, ISBN 3-631-33354-4.
- (Hrsg.): Musikedition. Mittler zwischen Wissenschaft und musikalischer Praxis (= Editio, Beihefte, Bd. 17) Niemeyer, Tübingen 2002, ISBN 3-484-29517-1.
- (Hrsg.): Opernedition. Bericht über das Symposion zum 60. Geburtstag von Sieghart Döhring (= Schriften zur Musikwissenschaft, Bd. 12). Are-Musik-Verl., Mainz 2005, ISBN 978-3-924522-21-6.
- Leonore und Fidelio. Vorträge und Aufsätze zu Beethovens Oper. Brill Fink, Paderborn 2024, ISBN 978-3-7705-6800-0.

Festschrift
- Reinmar Emans (Hrsg.): Mit Fassung. Fassungsprobleme in Musik- und Text-Philologie. Helga Lühning zum 60. Geburtstag. Laaber 2007, ISBN 978-3-89007-327-9.